# AliceQuartet
AliceQuartet（アリスカルテット）はMooNPhaseによるキャラクター企画である。

## 概要
垣根の無いキャラクター企画を目指して「キャラクター」として様々な企業が企画したグッズなどに「出演」という形をとり音楽CDやイラストなどを2001年から展開してきた。

## あらすじ
緑多く閑静な空気に包まれた元教会を改造した店舗で活動するファッションブランド"AliceQuartet"。そこに所属する4人の女性デザイナーを描いた作品である。

## 登場人物
藍原 まきの（あいはら まきの）
23歳。AliceQuartetのリーダー役である。ブランド"La Croix De Lune"のデザイナー。
十和田 悠希（とわだ ゆうき）
16歳。ブランド"AQUA DROP"のデザイナー。高校では生徒会長をしている。ボーイッシュな性格。
楠瀬 文（くすのせ ふみ）
16歳。ブラント「清（さや）」のデザイナー。和を取り入れたデザインを得意とする。高校は気が向いた時しか行かない。
なお、同作者の漫画『いおの様ファナティクス』において、側女オーディションの最終選考にも登場しており、
登場人物のアルジェント・エフェメール（通称アル）の新しい戦闘用外套を依頼する際に、文を含めて４人の『ＡＱ』メンバーが出演している。
織倉 翠夏（おりくら すいか）
15歳。AliceQuartetの最年少デザイナーである。ブランド"P's"のデザイナー。中学卒業後同店のデザイナーとなった。
御厨 幸乃（みくりや ゆきの）
AliceQuartetのオーナー。まきのの専門学校時代からの友人である。同店の経営は全て幸乃一人でこなしている。

## 漫画
『Alice Quartet OBBLIGATO』（アリスカルテット オブリガート）として2005年から角川書店の『コンプエース』（2007年からは『月刊コンプエース』）で連載された。原作はMooNPhase、漫画は藤枝雅と源久也。
角川グループパブリッシングより単行本が2008年1月26日に発売された。ISBN 978-4-04-854145-9（日本語版）、ISBN 978-986-174-904-4（台湾角川中国語版、2008年11月7日初版第1刷）

## CDドラマ
とらのあなより2004年から2005年にかけて発売された。全6巻。
- Vol.0 CADENZA
- Vol.1 VIVACE
- Vol.2 CALMANDO
- Vol.3 ESPRESSIVO
- Vol.4 RELIGIOSO
- Vol.5 BEL CANTO

### 担当声優
- 藍原まきの：桃井はるこ
- 十和田悠希：斎賀みつき
- 楠瀬文：川澄綾子
- 織倉翠夏：島涼香
- 御厨幸乃：飯塚雅弓

### スタッフ
- 原作・デザイン：MooNPhase
- 監修・脚本・イラスト：藤枝雅
- ブックレット漫画：源久也
- 音源制作：ペルビスミュージック
- 製作・著作・販売：株式会社虎の穴